# Kieler Woche
Kieler Woche (på tysk) eller Kielerugen (på dansk) er en international kapsejlads og samtidig en stor folkefest i den nordtyske by Kiel. Ugen, som har været afholdt siden 1882 og som afholdes hvert år i sidste fulde uge i juni, regnes som et af verdens største sejlssports-arrangementer. Den trækker hvert år omkring 3 mio besøgende til Kiel. Festugens højdepunkt er en parade af historiske sejlskibe på Kiel Fjord om lørdagen. Festugen afsluttes med et stort fyrværkeri søndag aften. Ugens internationale navn er Kiel Week.